# Bernard Tramont
Bernard Tramont, né le 9 novembre 1938 au Mans et décédé le 18 avril 1994 à Madrid en Espagne, est un pilote de rallye français

## Biographie
Il a concouru en Espagne dans les années 1960 sur les conseils de Guy Storr, responsable des activités Alpine Renault en Espagne et en Amérique latine, engagé par Fasa-Renault de Fernando Villamil et Alpine en championnat d'Espagne, de 1966 à 1971, après une 1re participation au rallye Monte-Carlo sur Alpine en 1964 avec Jacques Cheinisse, futur dirigeant de Renault-Sport. 
Son principal copilote était Ricardo Muñoz "Rizos".
Deux accidents gravissimes émaillèrent sa carrière, en 1968 au rallye Séville-Costa del Sol (décès du copilote), et en 1970 à Bilbao (également décès du copilote, lors du rallye Bosch). 
Il participa également aux 24 Heures du Mans en 1968 (écurie Société des Automobiles Alpine avec Jean-Luc Thérier sur  Alpine A210 Renault-Gordini 1.3L I4, l'équipage terminant 10e) et 1er du Prix de l'indice énergétique, 1969 (écurie Écurie Savin-Calberson avec Alain Le Guellec sur Alpine A210 Renault-Gordini 1.5L I4) et 1974 (Écurie Tibidabo, avec Francisco Torredemer et Juan Fernandez sur Porsche 908/3 3.0L Flat-8).
Fin 1971, il fut nommé à la tête du département sportif espagnol de Renault, du fait du décès de Fernando Villamil, continuant à promouvoir la Coupe Renault des rallyes.
Le jeune Carlos Sainz, repéré par Tramont, fit ses débuts sur des véhicules Renault 5 TS, puis Turbo, fournies par lui, en Formule Renault (1982) puis en Coupe Renault (1983).
Il est à noter qu'Arielle Tramont a été championne d'Espagne des rallyes Terre en 2006 comme copilote d'Alex Villanueva, sur Mitsubishi Lancer Evo VIII.
Bernard Tramont meurt le lundi 18 avril 1994, sur diagnostic médical d'embolie pulmonaire.

## Palmarès

### Titres
- Champion d'Espagne des rallyes en 1967, sur Alpine A110 1300S (et catégorie Grand Tourisme), écurie Fasa-Renault (2e édition) ;
- Champion d'Espagne des rallyes en 1968 (et catégorie Grand Tourisme), sur Alpine A110 1300S, écurie Fasa-Renault (3e édition) ;
  - 4e du championnat en 1970 ; 5e en 1971.

### Victoires

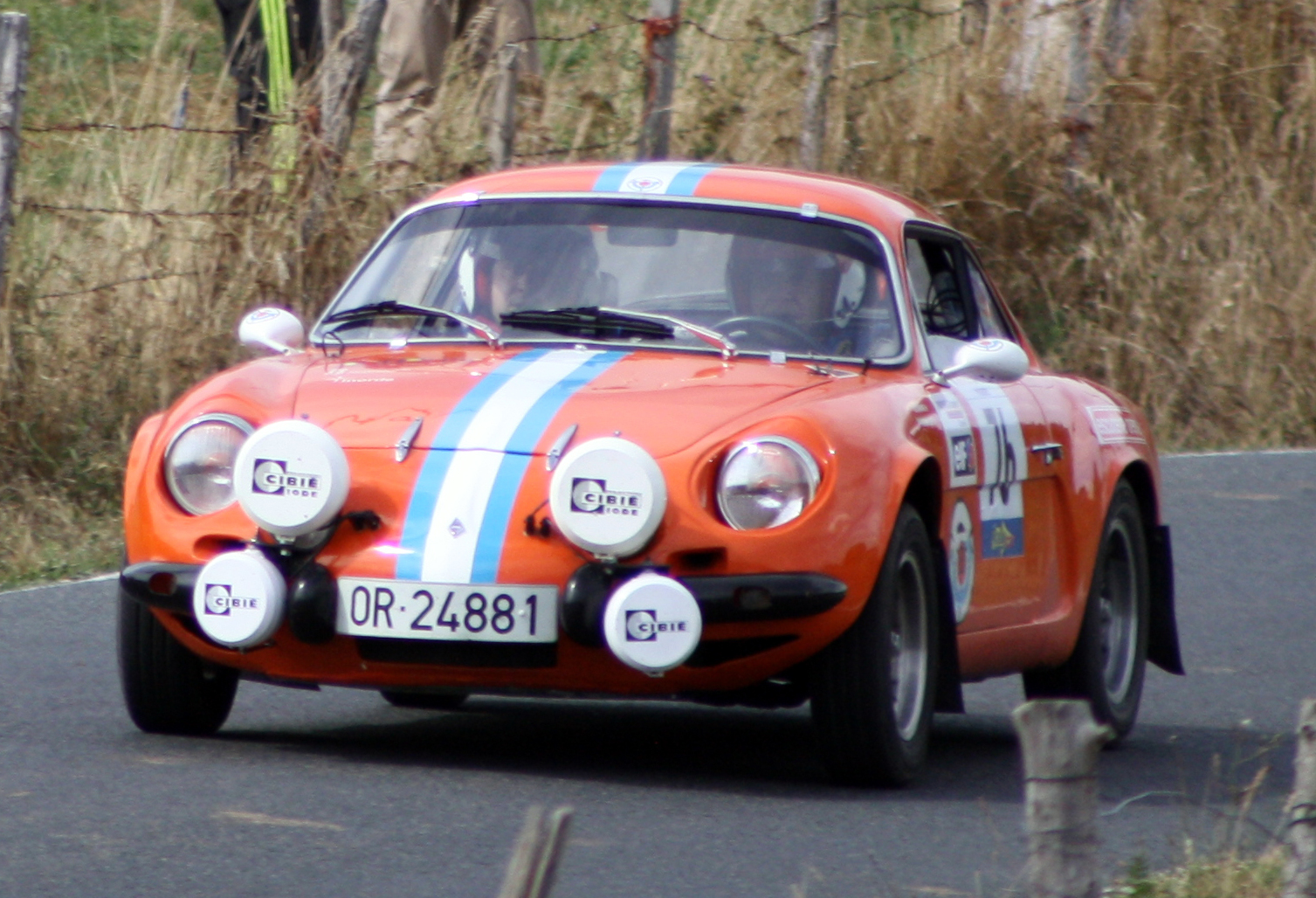
Renault Alpine A110 aux couleurs de l'écurie Ourense (modèle identique à celui de B.Tramond, vainqueur de la 1re édition du rallye du même nom en 1967).

- 1966 : rallye International Barcelone-Andorre ;
- 1967 : rallye de Ourense (à propos de ce rallye il déclare en 1970 : Orense es la cuna y la cátedra del automovilismo gallego) ;
- 1967 : rallye de Rías Baixas ;
  - 2e du rallye Costa Brava 1967,
  - 3e du rallye (RACE) de España 1967 (5e en 1968) ;
- 1968 : rallye vasco-navarrais ;
- 1968 : rallye d'Oviedo ;
- 1968 : rallye Gérone ;
- 1968 : rallye International Barcelone-Andorre ;
- 1968 : rallye Club 600 Barcelona ;
- 1968 : rallye Príncipe de Asturias ;
- 1968: 1er en groupe 3 du Gran Premio de La Coruña ;
- 1969 : rallye vasco-navarrais ;
- 1969 : rallye Firestone ;
- 1971 : rallye vasco-navarrais ;
- 1971 : rallye Bosch de Bilbao (malgré l'accident de 1970).

### Courses de côtes
- 1968 : courses de côte Trasierra-Cordoba ;
- 1968 : courses de côte desierto de Las Palmas ;
- 1968 : courses de côte El Torcal.